# 로드러너 (슈퍼컴퓨터)

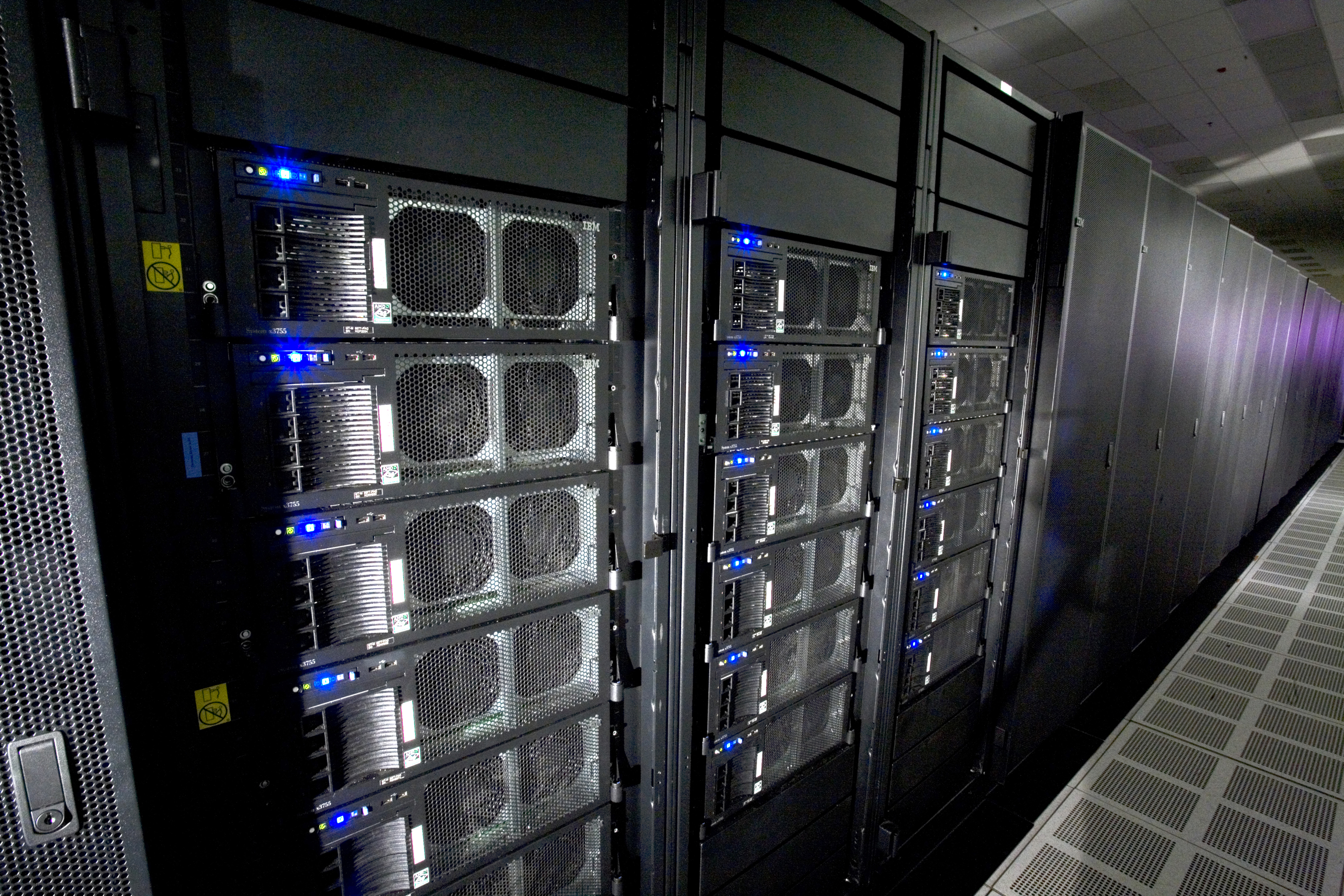
로드러너 구성 부품

IBM 로드러너(IBM Roadrunner)는 미국 뉴멕시코주 로스앨러모스 국립 연구소의 IBM사가 만든 슈퍼컴퓨터이다. 로드러너는 133,000,000 달러로, 현재 세계에서 10번 째로 빠른 컴퓨터이며 최고 1.7 페타플롭스의 성능을 제공한다. 2008년 5월 25일 당시 1,026 페타플롭스의 성능을 제공하면서 세계 최초의 TOP500 LINPACK에 등재된 1.0 페타플롭스 시스템이 되었다. 수많은 기발한 디자인 특징을 갖춘데다가 상용 제품 부품으로 만든 일종의 슈퍼 컴퓨터이다.
2008년 11월에 최고 성능 1.456 페타플롬스에 다다라 TOP500 목록 최고 순위를 보유하기도 했다. 슈퍼마이크로 그린500 목록에 따르면 사용 전력 와트 당 444.94 메가플롭스의 동작 속도로 말미암아 세계에서 4번째로 에너지 효율적인 슈퍼컴퓨터이기도 하다.

## 같이 보기
- 중앙 처리 장치
- 컴퓨터 구조
- 컴퓨터 과학
- 컴퓨팅
- 멀티 코어